# Whale Rider
Whale Rider is een Nieuw-Zeelandse film uit 2002 van Niki Caro, gebaseerd op het gelijknamige boek van Witi Ihimaera.
De film vertelt hoe een jong Maori-meisje opgroeit tot held van haar stam, als blijkt dat zij de gave van de "ouden" bezit om te kunnen praten met walvissen. De film biedt een onopgesmukt beeld van de Maori-samenleving van deze tijd, maar toont tegelijkertijd hoe belangrijk de traditionele culturele waarden zijn voor het voortbestaan van deze gemeenschap.
Whale Rider is vele malen onderscheiden, onder andere met de publieksprijs van het Internationaal Film Festival Rotterdam Filmfestival 2003 (Canal+ Award).
In Nieuw-Zeeland en ver daarbuiten heeft de film de belangstelling voor de traditionele Maori-waarden sterk doen opleven. Het dorpje waar de film speelt, Whangara in de regio Gisborne, heeft plotseling grote bekendheid gekregen.

## Paikea, de Walvisruiter
In de mythologie van de Maori is een van de "ouden" (ancients), Kahutia Te Rangi, in Whangara aan land gekomen op de rug van een walvis. Hij is Paikea, de Whale Rider (walvisruiter), die kan communiceren met de walvissen.
De herinnering aan de landing van Paikea wordt levend gehouden door een houtsculptuur op het dak van de marae en door het rotsachtige eilandje voor de kust dat de vorm van een walvis heeft.

## Het boek en de film
De inhoud van het boek en de film verschillen in veel details van elkaar.
Het boek van Witi Ihimaera verscheen voor het eerst in 1987. Het werd een van zijn meest geliefde boeken. Er verscheen een nieuwe uitgave in 1992, die vier keer werd herdrukt. In 2002 verscheen een editie met foto’s van de film, die al snel vele malen herdrukt werd. Het boek is in 2003 in het Nederlands vertaald door Ed Spanjaard met de titel "Whiti Ihimaera - Whale Rider; het walvismeisje. Een Maori-vertelling" (uitg. Elmar, 2004.).